# Rhodochlora roseipalpis
Rhodochlora roseipalpis är en fjärilsart som beskrevs av Felder 1875. Rhodochlora roseipalpis ingår i släktet Rhodochlora och familjen mätare. Inga underarter finns listade.